# Pseudodrassus
Pseudodrassus Caporiacco, 1935 è un genere di ragni appartenente alla famiglia Gnaphosidae.

## Distribuzione
Le 4 specie note di questo genere sono state reperite in Libia, Turchia e Cina.

## Tassonomia
Gli esemplari di questo genere descritti da Caporiacco non sono più esaminabili e le descrizioni che ne abbiamo sono abbastanza lacunose in riferimento ad una precisa attribuzione di questo genere. Alcuni autori lo avvicinano ad un Clubionidae, altri ad un Liocranidae. Per dirimere la questione è necessario il rinvenimento di ulteriori esemplari.
Non sono stati esaminati esemplari di questo genere dal 2004.
Attualmente, a dicembre 2015, si compone di 4 specie:
- Pseudodrassus pichoni Schenkel, 1963 — Cina
- Pseudodrassus quadridentatus (Caporiacco, 1928) — Libia
- Pseudodrassus ricasolii Caporiacco, 1935[3] — Turchia
- Pseudodrassus scorteccii Caporiacco, 1936 — Libia

### Specie trasferite
- Pseudodrassus desertorum (Caporiacco, 1928); trasferita al genere Haplodrassus Chamberlin, 1922[1].